# 패닉 어택
패닉 어택(스페인어: ¡Ataque de pánico!)은 2009년에 유튜브를 통해 발표된 단편 SF 영화로, 우루과이의 영화 감독인 페데 알바레스가 감독을 맡았다. 영화를 제작할 때에 소요된 예산이 불과 300달러에 지나지 않았으나, 그럼에도 불구하고 뛰어난 특수효과를 보여주어 화제를 모았다.

## 줄거리
우루과이의 수도인 몬테비데오 교외의 다리 근처에서 놀던 한 소년이 정체불명의 거대한 로봇을 발견한다. 뒤이어 수많은 로봇들이 몬테비데오 시내 곳곳에 출몰하기 시작한다. 어느새 정체불명의 비행선들이 몬테비데오 상공을 날기 시작하고, 마침내 로봇들이 행진을 멈춘다. 그러더니 갑자기 로봇과 비행선들이 우루과이 정부 청사를 비롯하여 몬테비데오 시내의 곳곳을 파괴하고, 사람들을 학살하기 시작한다. 끝내는 거대한 폭발과 함께 몬테비데오 전체를 파괴해 버린다.